# Военный юрист 1-го ранга
«Вое́нный юрии́ст 1-го ра́нга» — специальное воинское звание высшего военно-юридического состава РККА. Ниже бригвоенюриста, выше военного юриста 2-го ранга.

## История
Введено Постановлением ЦИК СССР и СНК СССР от 22.09.1935 «О введении персональных военных званий начальствующего состава РККА», взамен всех прежних званий военно-юридического состава служебной категории К-10. В органах и войсках НКВД это звание было установлено приказом № 331 от 23 октября 1935 года. Данное звание носили не только юристы в войсках и профессорско-преподавательский состав высших учебных заведений, но и сотрудники военной прокуратуры, а также судьи, прокуроры территориальных и линейных прокуратур.
Звание присваивалось постановлениями ЦИК СССР и СНК СССР. После разоблачения «ежовщины» в военюристов были переаттестованы некоторые из политработников РККА, «брошенные на укрепление социалистической законности».